# Iluminatti
IlumiNATTI è il primo album in studio della cantante dominicana Natti Natasha, pubblicato il 15 febbraio 2019 dalla Pina Records. Include collaborazioni con Anitta e Kany García.

## Tracce
1. Era necesario
2. Deja tus besos
3. Obsesión
4. Pa' mala yo
5. Oh Daddy
6. Soy mia (feat. Kany García)
7. Me gusta
8. No voy a llorar
9. Toca toca
10. Independiente
11. Lamento tu pérdida
12. Te lo dije (feat. Anitta)
13. Ya lo sé
14. Quién sabe
15. Devorame
16. La mejor versión de mí
17. Oh Daddy (Spanglish Version)

## Classifiche
| Classifica (2019) | Posizione massima |
| ----------------- | ----------------- |
| Stati Uniti       | 149               |